# 트롯파이터
《트롯파이터》는 대한민국의 MBN에서 방송된 예능 텔레비전 프로그램이다.

## 기획 의도
'뽕끼' 충만하다면 누구나 도전 가능? '뽕짝~뽕짝' 두근대는 당신의 심장 소리가 들리는가? 대한민국 트롯계의 지각변동이 시작된다! 대한민국을 들썩이게 할 뽕끼 넘치는 트롯 배틀! 완판기획 vs 짬뽕기획팀 의
대결 1라운드부터 6라운드 까지

## 방송 일정
| 방송 채널 | 방송 기간                          | 방송 시간                       | 비고 |
| --------- | ---------------------------------- | ------------------------------- | ---- |
| MBN       | 2020년 12월 23일 ~ 2021년 3월 10일 | 매주 수요일 밤 11시 ~ 12시 40분 |      |

## 진행자
- 김용만

## 출연진
완판기획
- 박현빈
- 백봉기
- 박세욱
- 슬리피
- 박광현
- 박상우
- 문희경
- 성리

짬뽕기획
- 진성
- 김창렬
- 손헌수
- 조문근
- 김현민
- 황민우
- 황민호
- 이만기
- 선율

## 참고 사항
- MBN이 제작한 프로그램의 TV조선에서 트로트 관련 프로그램들의 도용 표절로 인하여, 전혀 다를 수 있기에 사실무근으로 밝혀드립니다.